# Práva párů stejného pohlaví v amerických zemích

Právní aspekty stejnopohlavního soužití v Severní Americe na Havaji.^{1}
Stejnopohlavní manželství
Registrované partnerství
Stejnopohlavní manželství je uznáváno
Vydáno rozhodnutí rušící zákaz stejnopohlavního manželství, které ještě nebylo implementováno^{2}
^{1}Zahrnuje i zákony a soudní rozhodnutí uznávající stejnopohlavní manželství s budoucí účinností.
^{2}Některé státy spadající do této kategorie mají zákazy jakéhokoliv úředního uznávání jiných svazků, než je tradiční heterosexuální svazek - tedy muž a žena.

Zákony týkající se homosexuality ve Střední Americe a Karibiku.
Stejnopohlavní manželství
Registrované partnerství
Neregistrované soužití
Uznávána zahraniční manželství
Neuznáváno či neznámo
Manželství striktně vymezeno jako svazek muže a ženy
Homosexuální styk je nezákonný, ale zákony nejsou prosazovány
Mužský homosexuální styk je nezákonný
Mužský i ženský homosexuální styk je nezákonný

Právní aspekty stejnopohlavního soužití v Jižní Americe
Manželství
Registrované partnerství
Neregistrováno
Stejnopohlavní manželství zakázáno
Homosexuální pohlavní styk je nezákonný

Zákony o homosexualitě na Malých Antilách.
Stejnopohlavní manželství
Stejnopohlavní manželství uznáváno
Registrované partnerství
Neuznáváno či neznámo
Homosexuální pohlavní styk je nezákonný, ale zákony nejsou vymáhány
Homosexuální pohlavní styk je nezákonný

V současné době jsou Kanada a Spojené státy americké jedinými zeměmi Severní Ameriky, které umožňují homosexuálním párům uzavřít manželství celonárodně. V Mexiku mohou homosexuální páry uzavřít manželství pouze v hlavním městě a 12 státech, ačkoliv platí federální zákon, který přikazuje jednotlivým mexickým státům vzájemné uznávání homosexuálních sňatků. Místní úřady jim navíc umožňují uspořádat si svatební obřad i v těch mexických státech, které nelegalizovaly stejnopohlavní manželství. Většina obyvatel Severní i Jižní Ameriky žije ve státech, které přiznávají LGBT občanům právo na uzavření sňatku. Stejnopohlavní manželství je legální v Karibském Nizozemsku, na Bermudách (pouze dočasně, nahrazeno domácím partnerstvím), v Grónsku, francouzských zámořských departmentech - Guadeloupe, Martiniku, Svatém Bartoloměji, francouzské části Svatého Martina a Saint Pierre a Miquelon. Aruba, Curaçao a Svatý Martin uznávají stejnopohlavní manželství uzavřené v Nizozemsku. Jeden mexický stát umožňuje homosexuálním párům uzavřít registrované partnerství.
Debaty na téma legalizace stejnopohlavního manželství nebo registrovaného partnerství probíhají napříč celou Jižní Amerikou. Momentálně mohou homosexuální páry v 6 z 12 jihoamerických zemí úředně stvrdit svůj svazek. Stejnopohlavní manželství je legální v Argentině, Brazílii, Kolumbii a Uruguayi,ve Francouzské Guyaně po přijetí příslušné legislativy v Metropolitní Francii a na Falklandách. Ve dvou zemích mohou homosexuální páry uzavřít registrované partnerství. Jedná se o Chile a o Ekvádor. Jižní Amerika byla prvním kontinentem, v němž většina obyvatel žila v zemi, kde je legální stejnopohlavní manželství.
8. ledna rozhodl Meziamerický soud pro lidská práva (IACHR), že Americká úmluva o ochraně lidských práv a základních svobod zavazuje jednotlivé smluvní státy k tomu, aby bylo manželství přístupné i homosexuálním párům. Průlomový rozsudek nyní žádá po Kostarice, která byla iniciátorem příslušné žaloby, a zbývajících smluvních státech, aby přijaly zákon, který umožní stejnopohlavním párům uzavřít sňatek. Jedná se o Barbados, Bolívii, Chile, Kostariku, Dominikánskou republiku, Ekvádor, El Salvador, Nikaraguu, Haiti, Honduras, Guatemalu, Paraguay, Peru a Surinam. Kostarická vláda následně oznámila, že vyhoví požadavkům rozsudku v „celém jeho totalitním znění“. Akceptaci rozhodnutí IACHR potvrdila i panamská vláda.

## Současná situace

### Národní úroveň
| Status | Země                                                   | Rok                          | Počet obyvatel (Poslední sčítání lidu proběhlo v roce 2015) |
| --- | ------------------------------------------------------ | ---------------------------- | ----------------------------------------------------------- |
| Manželství (6 zemí) | Argentina                                              | 2010                         | 43 590 400                                                  |
| Manželství (6 zemí) | Brazílie                                               | 2013                         | 205 574 000                                                 |
| Manželství (6 zemí) | Kanada                                                 | 2005                         | 35 819 000                                                  |
| Manželství (6 zemí) | Kolumbie                                               | 2016                         | 48 509 200                                                  |
| Manželství (6 zemí) | USA                                                    | 2015                         | 321 234 000                                                 |
| Manželství (6 zemí) | Uruguay                                                | 2013                         | 3 480 222                                                   |
| Mezisoučet | —                                                      | —                            | 658 206 822 (67.32% americké populace)                      |
| Částečně legalizované manželství; legální pouze v některých jurisdikcích; vzájemné uznávání (1 země)                                            | Mexiko                                                 | 2010                         | 121 006 000                                                 |
| Mezisoučet | —                                                      | —                            | 121 006 000 (12.35% americké populace)                      |
| Jiná forma stejnopohlavního soužití (2 země) | Chile                                                  | 2015                         | 18 191 900                                                  |
| Jiná forma stejnopohlavního soužití (2 země) | Ekvádor                                                | 2008                         | 16 278 844                                                  |
| Mezisoučet | —                                                      | —                            | 34 471 744 (3.49% americké populace)                        |
| Neregistrované soužití (1 země) | Kostarika                                              | 2013                         | 4 851 000                                                   |
| Mezisoučet | —                                                      | —                            | 4 851 000 (0.49% americké populace)                         |
| Celkem | —                                                      | —                            | 818 535 566 (83.65% americké populace)                      |
| Neuznáváno (19 zemí) | Homosexuální styk je legální                           | Homosexuální styk je legální | Homosexuální styk je legální                                |
| Neuznáváno (19 zemí) | Bahamy                                                 | —                            | 379 000                                                     |
| Neuznáváno (19 zemí) | Belize                                                 | —                            | 369 000                                                     |
| Neuznáváno (19 zemí) | El Salvador                                            | —                            | 6 460 000                                                   |
| Neuznáváno (19 zemí) | Guatemala                                              | —                            | 16 176 000                                                  |
| Neuznáváno (19 zemí) | Haiti                                                  | —                            | 10 994 000                                                  |
| Neuznáváno (19 zemí) | Nicaragua                                              | —                            | 6 514 000                                                   |
| Neuznáváno (19 zemí) | Panama                                                 | —                            | 3 764 000                                                   |
| Neuznáváno (19 zemí) | Peru                                                   | —                            | 31 488 700                                                  |
| Neuznáváno (19 zemí) | Suriname                                               | —                            | 534 189                                                     |
| Neuznáváno (19 zemí) | Venezuela                                              | —                            | 31 648 930                                                  |
| Neuznáváno (19 zemí) | Homosexuální styk je nezákonný (zákony se neuplatňují) |                              |                                                             |
| Neuznáváno (19 zemí) | Barbados                                               | —                            | 283 000                                                     |
| Neuznáváno (19 zemí) | Trinidad and Tobago                                    | —                            | 1 357 000                                                   |
| Neuznáváno (19 zemí) | Homosexuální styk je nezákonný                         |                              |                                                             |
| Neuznáváno (19 zemí) | Antigua and Barbuda                                    | —                            | 89 000                                                      |
| Neuznáváno (19 zemí) | Dominika                                               | —                            | 71 000                                                      |
| Neuznáváno (19 zemí) | Grenada                                                | —                            | 104 000                                                     |
| Neuznáváno (19 zemí) | Guyana                                                 | —                            | 746 900                                                     |
| Neuznáváno (19 zemí) | Svatý Kryštof a Nevis                                  | —                            | 46 000                                                      |
| Neuznáváno (19 zemí) | Svatá Lucie                                            | —                            | 172 000                                                     |
| Neuznáváno (19 zemí) | Saint Vincent and the Grenadines                       | —                            | 110 000                                                     |
| Mezisoučet | —                                                      | —                            | 111 306 719 (11.21% americké populace)                      |
| Ústavní zákaz stejnopohlavního manželství (7 zemí) * Existuje jiná forma stejnopohlavního soužití ** Homosexuální pohlavní styk je protizákonný | Bolívie                                                | 2009                         | 10 985 059                                                  |
| Ústavní zákaz stejnopohlavního manželství (7 zemí) * Existuje jiná forma stejnopohlavního soužití ** Homosexuální pohlavní styk je protizákonný | Kuba                                                   | 1976                         | 11 252 000                                                  |
| Ústavní zákaz stejnopohlavního manželství (7 zemí) * Existuje jiná forma stejnopohlavního soužití ** Homosexuální pohlavní styk je protizákonný | Dominikánská republika                                 | 2010                         | 9 980 000                                                   |
| Ústavní zákaz stejnopohlavního manželství (7 zemí) * Existuje jiná forma stejnopohlavního soužití ** Homosexuální pohlavní styk je protizákonný | Ekvádor*                                               | 2008                         | 16 278 844                                                  |
| Ústavní zákaz stejnopohlavního manželství (7 zemí) * Existuje jiná forma stejnopohlavního soužití ** Homosexuální pohlavní styk je protizákonný | Honduras                                               | 2005                         | 8 950 000                                                   |
| Ústavní zákaz stejnopohlavního manželství (7 zemí) * Existuje jiná forma stejnopohlavního soužití ** Homosexuální pohlavní styk je protizákonný | Jamajka**                                              | 1962                         | 2 729 000                                                   |
| Ústavní zákaz stejnopohlavního manželství (7 zemí) * Existuje jiná forma stejnopohlavního soužití ** Homosexuální pohlavní styk je protizákonný | Paraguay                                               | 1992                         | 6 854 536                                                   |
| Mezisoučet | —                                                      | —                            | 67 029 439 (6.81% americké populace)                        |
| Celkem | —                                                      | —                            | 178 336 158 (18.02% americké populace)                      |

## Rozhodnutí Meziamerického soudu pro lidská práva z ledna 2018
9. ledna 2018 vydal Meziamerický soud pro lidská práva (Inter-American Court of Human Rights - IACHR) doporučující stanovisko, že by všechny smluvní státy Americké konvence o ochraně lidských práv měly garantovat homosexuálním párům stejná práva a povinnosti, jako mají heterosexuální páry, včetně možnosti uzavřít manželství. V pozadí vydání stanoviska stála intervence kostarické vlády, kterou zajímalo, jak se na práva LGBT minority pohlíží z hlediska Konvence. Rozsudek by se tak mohl stát precedentem pro všech 23 zemí, z nichž 19 ještě nelegalizovalo stejnopohlavní sňatky: Barbados, Bolívie, Chile, Kostarika, Dominika, Dominikánská republika, Ekvádor, El Salvador, Guatemala, Grenada, Haiti, Honduras, Jamajka, Mexika, Nicaragua, Panama, Paraguay, Peru a Surinam. Vyjma Jamajky, Grenady a Dominiky se zbylých 16 zemí s tímto stanoviskem ztotožnilo. Předtím než se rozhodnutí IACHR stane účinným, musí uvedené státy legalizovat stejnopohlavní manželství.

## Budoucí legislativa

### Manželství

#### Vládní návrhy nebo návrhy s parlamentní většinou
Chile: 10. prosince 2014 prezentovala skupina senátorů z různých politických stran spolu s LGBT lidskoprávní skupinou MOVILH návrh zákona o stejnopohlavním manželství a homoparentálním osvojení v Kongresu. 17. února 2015 debatovali vládní právníci a zástupci MOVILH na téma možnosti legalizace stejnopohlavního manželství prostřednictvím žaloby u Meziamerického soudu pro lidská práva. Vláda však oznámila, že hodlá ustoupit od dosavadního odmítání stejnopohlavního manželství. Formálního konsensu bylo dosaženo v dubnu téhož roku, kdy se dohodlo, že právní zástupci MOVILH dají podnět k Meziamerickému soudu, pokud Chile nepřijme zákon o stejnopohlavních sňatcích. 1. července 2016 oznámila chilská vláda, že zahájí konzultace na téma návrhu zákona o stejnopohlavním manželství v září 2016 s tím, že k jeho faktickému předložení dojde do první poloviny roku 2017. V červnu 2017 oznámila chilská prezidentka Michelle Bacheletová, že předloží Kongresu vlastní návrh příslušného zákona ve druhé polovině roku 2017, což také 28. srpna 2017 udělala. Součástí prezidentského návrhu jsou i adopce dětí homosexuálními páry.
 Kostarika: 19. března 2015 předložila poslankyně Ligia Elena Fallas Rodríguez z Širší fronty vlastní návrh zákona o stejnopohlavním manželství. 10. prosince 2015 prezentovali organizace Fronta za rovná práva (Frente Por los Derechos Igualitarios) a skupina poslanců ze Strany občanské iniciativy, Strany národního osvobození a Širší fronty jiný návrh takového zákona. 9. ledna 2018 rozhodl Meziamerický soud pro lidská práva o tom, že je Kostarika jako smluvní stát Americké úmluvy povinná legalizovat stejnopohlavní manželství. Kostarická vláda v reakci na to oznámila, že se bude tímto doporučením řídit. O právních důsledcích tohoto rozhodnutí informovalo kostarické ministerstvo zahraničí Nejvyšší volební soud (zodpovědný za evidenci obyvatel) a Zákonodárné shromáždění 12. ledna.
 Panama: 16. ledna oznámila panamská vláda, že se ztotožňuje s rozhodnutím Meziamerického soudu pro lidská práva, který požaduje po smluvních státech legalizaci stejnopohlavního manželství. Panamská viceprezidentka Isabel Saint Malo oznámila, že se vláda bude tímto doporučením řídit, a že prosadí příslušný zákon. Ten samý den došlo k rozesláním informací o právních následcích soudního rozhodnutí všem ministerstvům.

### Nemanželské partnerství

#### Vládní návrhy nebo návrhy s parlamentní většinou
Peru: 30. listopadu 2016 předložila skupina poslanců návrh zákona o registrovaném partnerství. Ten pak následně podpořil nově zvolený peruánský prezident Pedro Pablo Kuczynksi, který legalizaci registrovaného partnerství slíbil ve své předvolební kampani.

#### Opoziční návrhy nebo návrhy bez parlamentní většiny
Bolívie: 21. září 2015 vyzvala bolivijská LGBT organizace místní zákonodárce k předložení návrhu zákona o rodinné smlouvě pro páry stejného pohlaví. Rodinná smlouva by párům žijící v ní dala stejná práva a povinnosti, jako mají heterosexuální páry, vyjma adopcí.
 Guatemala: V prosinci 2016 oznámila guatemalská kongresmanka Sandra Moránová, že předloží vlastní návrh zákona o registrovaném partnerství.

### Zákaz stejnopohlavního manželství

#### Vládní návrhy nebo návrhy s parlamentní většinou
Bermudy: V r. 2017 předložila bermudská vláda návrh zákona rušící legalizované stejnopohlavní manželství a měnící zákon o lidských právech (Human Rights Act), který se dříve týkal i manželských záležitostí. Místo manželství bylo legalizováno domácí partnerství pro homosexuální i heterosexuální páry. Zákon začal platit 1. června 2018.
 Haiti: V srpnu 2017 přijal haitský Senát návrh zákona zakazující stejnopohlavní manželství a trestající každého, kdo uzavře, či zamýšlí uzavřít sňatek s osobou téhož pohlaví. Nová legislativa momentálně čeká na vyjádření Poslanecké sněmovny a prezidenta.

## Veřejné mínění
| Země                   | Výzkum                                                  | Rok  | Pro   | Proti |
| ---------------------- | ------------------------------------------------------- | ---- | ----- | ----- |
| Argentina              | IPSOS                                                   | 2015 | 74%   | 26%   |
| Bahamy                 | Baròmetro de las Américas por LAPOP                     | 2014 | 10,6% | -     |
| Belize                 | Baròmetro de las Américas por LAPOP                     | 2014 | 8,4%  | -     |
| Bolívie                | Pew Research Center                                     | 2014 | 22%   | 67%   |
| Brazílie               | DataFolha                                               | 2016 | 44%   | 42%   |
| Kanada                 | Forum Research                                          | 2015 | 70%   | 22%   |
| Chile                  | Plaza Pùblica                                           | 2017 | 64%   | 32%   |
| Kolumbie               | Gallup                                                  | 2017 | 43%   | 54%   |
| Kostarika              | Centro de Investigación y Estudios Políticos            | 2016 | 45%   | 49%   |
| Dominikánská republika | Pew Research Center                                     | 2014 | 25%   | 72%   |
| Ekvádor                | Pew Research Center                                     | 2014 | 16%   | 74%   |
| El Salvador            | Baròmetro de las Américas por LAPOP/Pew Research Center | 2014 | 13,9% | 81%   |
| Guatemala              | Pew Research Center                                     | 2014 | 12%   | 82%   |
| Guyana                 | Vanderbilt University                                   | 2012 | 14%   | -     |
| Haiti                  | Baròmetro de las Américas por LAPOP                     | 2014 | 6,7%  | -     |
| Honduras               | Baròmetro de las Américas por LAPOP/Pew Research Center | 2014 | 14,1% | 83%   |
| Jamajka                | ILGA                                                    | 2016 | 16%   | 30%   |
| Mexiko                 | Gabinete de Comunicación Estratégica                    | 2016 | 69%   | 25%   |
| Nikaragua              | Pew Research Center                                     | 2014 | 16%   | 77%   |
| Panama                 | Baròmetro de las Américas por LAPOP/Pew Research Center | 2014 | 25%   | 72%   |
| Paraguay               | Baròmetro de las Américas por LAPOP                     | 2014 | 20,8% | -     |
| Peru                   | CPI                                                     | 2017 | 13,4% | 82,2% |
| Portoriko              | Pew Research Center                                     | 2014 | 33%   | 55%   |
| Surinam                | Vanderbilt University                                   | 2012 | 22,5% | -     |
| Trinidad and Tobago    | ILGA                                                    | 2016 | 22%   | 50%   |
| Spojené státy americké | Gallup                                                  | 2016 | 61%   | 37%   |
| Uruguay                | Baròmetro de las Américas por LAPOP                     | 2014 | 70,6% | -     |
| Venezuela              | Baròmetro de las Américas por LAPOP                     | 2014 | 29,6% | 61%   |

### Jiné průzkumy
- Argentina: Průzkum uskutečněný v listopadu 2009 v šesti argentinských velkoměstech ukázal, že 63,3 % Argentinců podporuje legalizaci stejnopohlavních sňatků, zatímco 23,1 % bylo proti.[55]
- Brazílie: Celostátní průzkum z června 2012 ukázal, že 50 % Brazilců souhlasí s rozhodnutím Nejvyššího soudu, podle kterého mají homosexuální páry právo uzavřít registrované partnerství. Největší podpora byla u žen, mladých lidí a katolíků.[56] Jiný průzkum z března 2013 ukázal, že 47 % Brazilců podporuje stejnopohlavní manželství a 57 % adopce dětí homosexuálními páry.[57]
- Chile: Průzkum z ledna 2017 ukázal, že 45 % Chilanů souhlasí s adopcí dětí homosexuálními páry.[46]
- Kolumbie: Průzkum uskutečněný mezi prosincem 2009 a lednem 2010 v kolumbijském hlavním městě Bogota shledal, že 63 % místních podporuje stejnopohlavní manželství, zatímco 36 % je proti.[58]
- Peru: Průzkum ze srpna 2010 ukázal, že pouze 21,3 % Peruánců podporuje stejnopohlavní manželství, zatímco 71,5 % je proti. Větší podpora byla u mladší generace, z nichž se pro stejnopohlavní sňatky vyslovilo 31,9 %.[59]